# Грегор Щрасер
Грегор Щрасер (на немски: Gregor Strasser или Straßer) е германски политик, националсоциалист. Присъединява се към нацистката партия (НСДАП) през 1920 г. и бързо става влиятелна и важна фигура. През 1923 г. е участник в неуспешния Бирен пуч в Мюнхен, за което е лишен от свобода, но е освободен предсрочно по политически причини. Щрасер се присъединява към възстановената НСДАП през 1925 г. и отново се утвърждава като влиятелен член, което значително увеличава членството и репутацията на партията в Северна Германия. Лични и политически конфликти с Адолф Хитлер са причината за смъртта му през 1934 г. по време на Нощта на дългите ножове.

## Ранен живот
Грегор Щрасер е роден на 31 май 1892 г. в семейството на католически съдебен служител, който живее в град Гайзенфелд. Грегор израства заедно с по-малкия си брат Ото Щрасер, който е смятан за по-интелектуален от двамата. Посещава местната гимназия и след заключителните си изпити служи като стажант фармацевт в долнобаварското село Фронтенхаузен от 1910 до 1914 г.

### Първата световна война
Когато войната избухва в Европа през 1914 г., Щрасер прекъсва обучението си в университета Лудвиг Максимилианс в Мюнхен, за да се включи като доброволец в германската имперска армия. Той служи в 1-ви баварски полчески артилерийски полк, издигайки се до ранг оберлейтенант и е награден с Железен кръст за смелост. През 1918 г. продължава обучението си във Фридрих-Александър-Университет. Той издържа държавния си изпит през 1919 г., а през 1920 г. започва работа като фармацевт в Ландшут.

### Паравоенна кариера
През 1919 г. Щрасер и брат му се присъединяват към десницата Фрайкорпс, водена от Франц Ритер фон Еп. Целта на групата е да потуши комунизма в Бавария. Той учредява и командва Sturmbataillon Niederbayern („Щурмови батальон в Долна Бавария“), а младият Хайнрих Химлер служи като негов адютант. Щрасер е добре известен с огромния си ръст, командваща личност и безграничната си организационна енергия. До март 1920 г. Фрайкорпс на Щрасер е готов да участва в неуспешния Каповски пуч, докато брат му Ото се обръща към лявата страна на политическия спектър и спомага в борбата с този десен държавен преврат.
Братята Щрасер защитават антикапиталистическия социален революционен курс за НСДАП, който в същото време е и силно антисемитски и антикомунистически.

## Политическа кариера

### Дейности в нацистката партия
До 1920 г. Щрасер и неговата паравоенна група обединяват усилията си с нацистката партия на Адолф Хитлер (НСДАП), друга крайнодясна политическа формация, базирана в Мюнхен. През есента на 1922 г. Щрасер официално става член на НСДАП и СА. Лидерските качества на Щрасер скоро са признати и той е назначен за регионален ръководител на SA в Долна Бавария. През ноември 1923 г. той участва активно в неуспешния Бирен пуч, опит за преврат на Хитлер и Лудендорф срещу Ваймарската република. Той е съден с други дейци, малко след процеса на Хитлер, и е осъден за помощ и подбуждане към държавна измяна и предателство – истинският му арест е за опит за вербуване на войници за НСДАП, която е забранена на 12 май и е осъден на 15 месеца лишаване от свобода с малка глоба.
След няколко седмици Щрасер е освободен, защото е избран за член на баварския Ландтаг от свързания с НСДАП „Вьолкишер блок“ на 6 април и 4 май (в Пфалц) 1924 г., съответно. През декември 1924 г. Щрасер печели място за „Националсоциалистическото свободно движение“ в Райхстага. Той представлява избирателния район Вестфалия Север.
Тъй като Щрасер ръководи до 2000 души в Ландшут и е претоварен, той започва да търси помощник. Хайнрих Химлер, който получава тази длъжност, е натоварен с разширяването на организацията в Долна Бавария. След възраждането на НСДАП от Адолф Хитлер на 26 февруари 1925 г., Щрасер става първият гаулайтер на Долна Бавария и Горна Пфалц. От септември 1926 г. до края на декември 1927 г. той е националният лидер на НСДАП за пропагандата.

### Роля в националната организация на НСДАП
След 1925 г., организационните умения на Щрасер помагат за превръщането на НСДАП от маргинална южногерманска партия в национална партия с масова подкрепа. Поради забраната издадена срещу Хитлер за публични речи, Щрасер е заменен (от Хитлер), за да представлява партията на север и да говори. През голяма част от 1925 г., Щрасер се възползва напълно от свободите си като член на Райхстага; използвайки свободните железопътни проходи, той обикаля широко северната и западната част на Германия, назначавайки гаулайтери, създавайки клонове на партията и провеждайки редица публични изказвания. Липсващите му ораторски дарби на Хитлер да премества масите, само личността на Щрасер била достатъчна, за да повлияе на публиката. Неговите съгласувани усилия влияят толкова много, че преди края на 1925 г. има около 272 местни депутати на НСДАП в сравнение със 71-те, преди неуспешния пуч. Ясната идея за социализма на Щрасер се чува от реч, който е направил пред Райхстага през ноември 1925 г.:
| „ | Ние, националсоциалистите, искаме икономическата революция, включваща национализация на икономиката ... Ние искаме на мястото на експлоататорската капиталистическа икономическа система истински социализъм, поддържан не от бездушен еврейско-материалистичен възглед, а от вярващите, жертвените и безкористните стари немски обществени настроения, обществената цел и икономическото усещане. Ние искаме социална революция, за да доведем до националната революция. | “ |

НСДАП получава само 2,6% от гласовете на национално равнище в общите избори през 1928 г. и в крайна сметка става втората по големина партия в Райхстага, осигурявайки 18,3% от гласовете до септември 1930 г. Щрасер създава НСДАП в Северна и Западна Германия като силна политическа асоциация, която е постигнала по-голямо членство от южната част на Хитлер. Също така собствената чуждестранна организация на партията се формира по инициатива на Щрасер. Заедно с брат си Ото през март 1926 г. Щрасер основава Berlin Kampf-Verlag, който публикува леви послания. Щрасер назначава като главен редактор на Kampfverlag младия Йозеф Гьобелс, който е привлечен от политическото послание на НСДАП и от самия Щрасер. Двамата изготвят ревизирана версия на политическата програма на НСДАП през зимата на 1925–26 г., която е много по-вляво и разгневява Хитлер. За да се справи с тези предложени промени, Хитлер призовава за среща в северния баварски град Бамберг. Гьобелс и Щрасер отиват там, надявайки се да убедят Хитлер за новото послание. По време на изказването си в Бамберг, Хитлер слага край на левичарските идеи като по-скоро ги свързва с болшевизма, което дълбоко шокира и разочарова Щрасер и Гьобелс. Последващата реч на Щрасер е помрачена и неефективна. Отхвърлянето от страна на Хитлер на предложенията на Щрасер за политиката в Бамберг показва, че НСДАП официално е станала на Хитлер.
Хитлер възлага лидерството на SA, временно освободено от Ернст Рьом, на един от близките на Щрасер – Франц фон Саломон. По-важното е, че Хитлер започва лична кампания, за да привлече Гьобелс на своя страна, което се оказва успешно. Бъдещият фюрер също сключва сделка с Щрасер да разпусне Северната работна група на НСДАП и го моли да поеме отговорността за партийния пропаганден отдел. Щрасер приема тази позиция, но заради автомобилна катастрофа през март 1926 г. е на легло, което отлага встъпването му в длъжност. След възстановяването си е назначен отново на тази позиция.
Между 1928 и 1930 г. Хитлер дава националната организация на НСДАП на Щрасер, чиито умения са по-подходящи за тази задача, тъй като Хитлер не е заинтересован от организационни въпроси и предпочита да обръща внимание на идеологически проблеми. По време на реорганизацията, Щрасер преформулира границите на НСДАП, за да се приравни в по-голяма степен с тези на Райхстага и увеличава авторитета на гаулайтерите. Щрасер реорганизира както регионалната структура на партията, така и нейната йерархия на управление. Партията става централизирана организация с обширни пропагандни механизми.

### Конфликти с Хитлер
Голямата депресия сериозно засяга Германия и до 1930 г. се наблюдава драматично увеличение на безработицата. През това време братята Щрасер започват да публикуват нов ежедневник в Берлин – Nationaler Sozialist. Подобно на другите им публикации, те изразяват своето виждане върху нацизма, включително национализма, антикапитализма, социалната реформа и антизападизма. Гьобелс се оплаква вежливо на Хитлер от вестниците на съперника му Щрасер и признава, че успехът им е причинил вестниците, издавани от Гьобелс в Берлин, да бъдат „притиснати до стената“. В края на април 1930 г. Хитлер публично и категорично обявява опозицията си срещу Грегор Щрасер и назначава Гьобелс за лидер на райхската пропаганда на НСДАП. Когато Хитлер посещава Гьобелс на 2 май 1930 г., Гьобелс забранява вечерното издание на Nationaler Sozialist. Грегор Щрасер се дистанцира от брат си и се оттегля от позицията си на издател на Nationaler Sozialist до края на юни, докато Ото напуска партията в началото на юли.
През август 1932 г. на Хитлер е предложен поста на вицеканцлер на Германия от тогавашния канцлер Франц фон Папен по нареждане на президента Паул фон Хинденбург, но той отказва. Щрасер го принуждава да влезе в коалиционно правителство, но Хитлер смята, че предложението го поставя в положение на „втора цигулка“. Докато мнозина в неговия вътрешен кръг, като Гьобелс, смятат неговата съпротива като героична, Щрасер е разочарован и вярва, че Хитлер греши като не иска канцлерството. Идеологическото и лично съперничество с Хитлер нараства, когато следващият канцлер Курт фон Шлайхер обсъжда с Щрасер, той да стане вицеканцлер през декември 1932 г. Шлайхер се надява да разцепи НСДАП с помощта на Щрасер, който дърпа лявото крило на партията в „национал-консервативна“ страна, и така да спре Хитлер. Хитлер се ядосва и настоява Щрасер да откаже предложението на Шлайхер. Щрасер подава оставка от партийните си служби на 8 декември 1932 г., само седем седмици преди НСДАП да получи политическа легитимност. На 16 януари 1933 г. Хитлер публично отхвърля Щрасер заради взаимодействието му с Шлайхер. През март 1933 г., Щрасер официално се оттегля от политиката, като се отказва от мястото си в Райхстага.

## Последни години

### Живот след политиката
След като се отказва от мястото си в Райхстага, Щрасер се опитва да се върне към своята предишна професия като фармацевт. Чрез собствените си връзки и съгласието на Хитлер му е предоставена възможността да заеме ръководството на Schering-Kahlbaum, фармацевтична компания, дъщерно дружество за Берлин на ИГ „Фарбен“, ако обещае да прекрати цялата си политическа дейност, което той прави. Той се откъсва от политиката, отказва да се срещне с бивши политически сътрудници и, противно на някои доклади, няма контакт с организацията на брат си Ото Черен фронт.

### Смърт
След като през януари 1933 г. се издига на власт, Хитлер и НСДАП започват да премахват всички форми на опозиция в Германия. В онова, което става известно като Нощта на дългите ножове, цялото ръководство на СА е избито, между 30 юни и 2 юли 1934 г. Хитлер заедно с други висши нацисти, като Херман Гьоринг и Химлер, се насочват към Ернст Рьом и други лидери на СА, които заедно с редица политически противници на Хитлер са арестувани и застреляни от СС и Гестапо. Сред тях е и Щрасер. Историкът Ричард Еванс подозира, че Грегор Щрасер най-вероятно е убит, заради предложената му позиция от предшественика на Хитлер, което го прави потенциален политически враг. Не е известно дали Щрасер е убит по лична заповед на Хитлер. Той е застрелян веднъж в главната артерия отзад в килията, но не умира веднага. По заповед на генерал-лейтенант Райнхард Хайдрих, Щрасер е оставен да кърви до смърт, което отнема почти час. През 1933 г. брат му Ото емигрира.